# غابرييل فيرايرا
غابرييل فيرايرا (بالإسبانية: Gabriel Ferreyra)‏ هو لاعب كرة قدم أرجنتيني في مركز الوسط، ولد في 3 فبراير 1994 في Cañuelas, Buenos Aires ‏ في الأرجنتين. لعب مع أيك سولنا وبوكا جونيورز.

## وصلات خارجية
- غابرييل فيرايرا على موقع اتحاد السويد (السويدية)
- غابرييل فيرايرا على موقع قاعدة بيانات كرة القدم.إي يو (الإنجليزية)
- غابرييل فيرايرا على موقع Soccerway.com (الإنجليزية)